# Жунусов Марат Сатибалдійович
Марат Сатибалдійович (Сатволдійович) Жунусов (каз. Мұрат Сатыбалдыұлы Жүнісов; нар. 24 липня 1966, м. Балхаш, Карагандинська область) — радянський і казахстанський шахіст, майстер спорту міжнародного класу (1996), чемпіон світу серед інвалідів по зору (1995, Іспанія). Тренер вищої категорії. Тренери Є. Алімжанов і гросмейстер Б. Асанов.
Чемпіон Карагандинської області (1990, 1991), республіканських студентських ігор (1989, Алмати), товариства інвалідів Казахстану (1990, 1992, 1994, 1997, Алмати); призер міжнародних турнірів (1994, Брно, Чехія; 1994, Москва; 1994, Петропавловськ; 1995, Бенавенте, Іспанія; 1995, Нью-Йорк, США). Чемпіон турніру з надшвидких шахів (1997, Алмати; 2000, Астана).
У грудні 2011 року Указом Президента Республіки Казахстан за значний внесок у розвиток і становлення державності та зміцнення суверенітету Республіки Казахстан, а також на честь 20-річчя незалежності Республіки Казахстан нагороджений медаллю «Қазақстан Республікасының Тәуелсіздігіне 20 жыл».